# كليمنت بيل
كليمنت بيل (بالفرنسية: Clément-Louis-Marie-Anne Belle)‏ هو رسام فرنسي، ولد في 16 نوفمبر 1722 في باريس في فرنسا، وتوفي بنفس المكان في 29 سبتمبر 1806.

## معرض صور

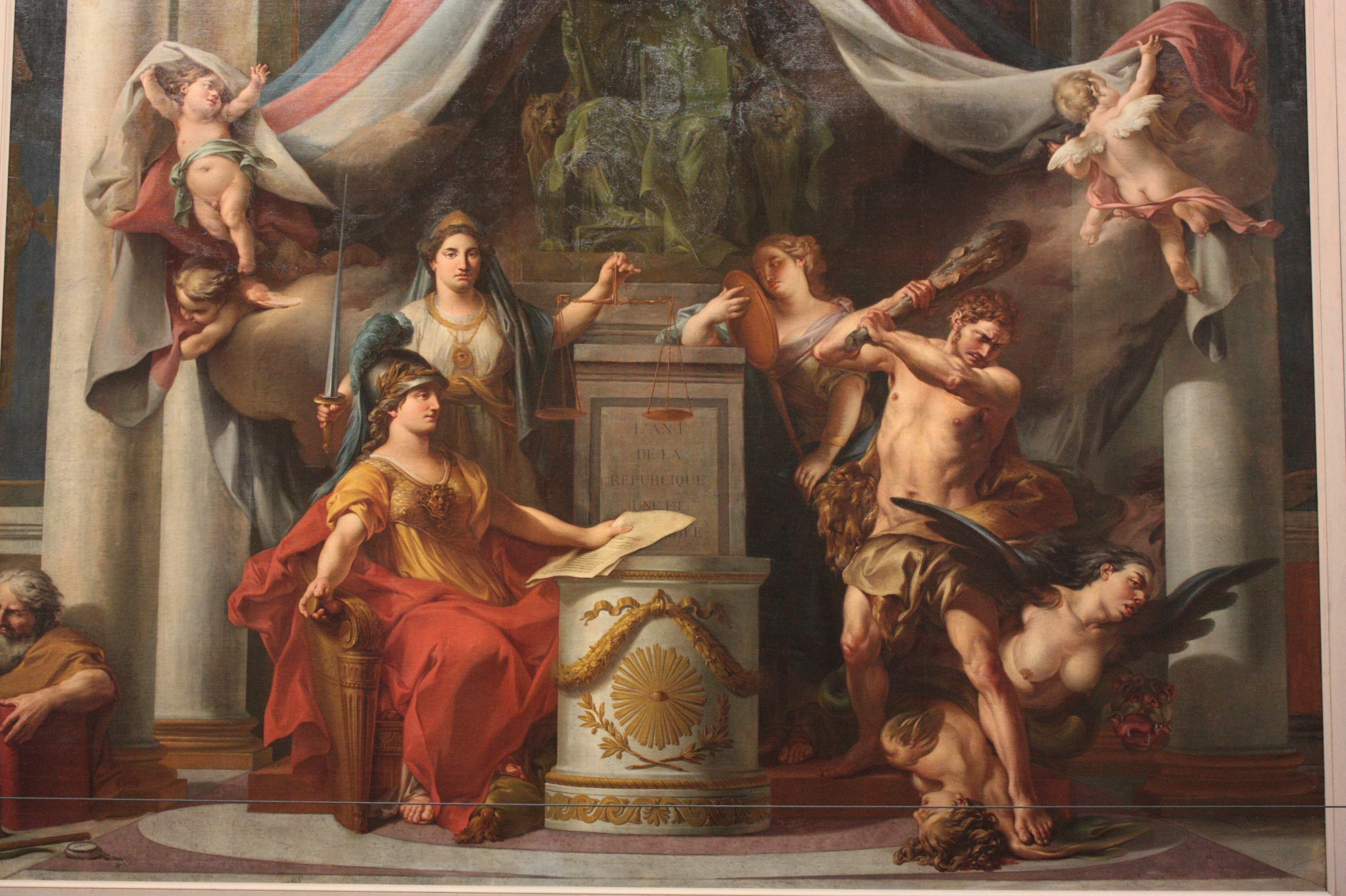
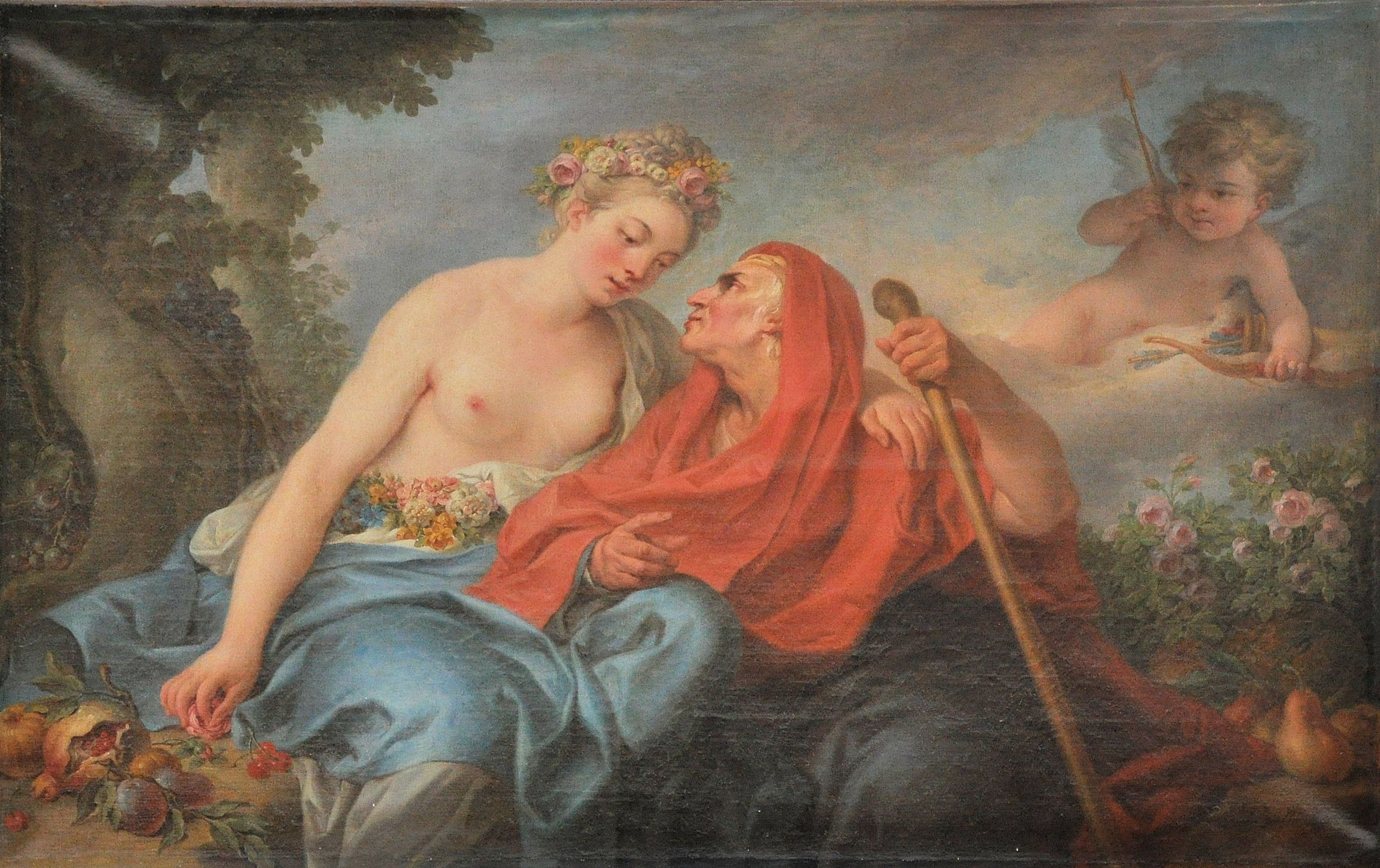
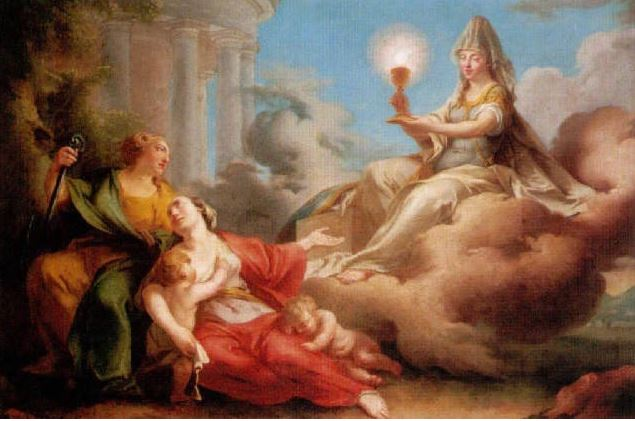